# الصوفي (موريتانيا)
الصوفي هي بلدة موريتانية وإحدى بلدات ولاية غيديماغا.